# Vepsu
Vepsu är en ö i Finland. Den ligger i Finska viken och i kommunerna Fredrikshamn och Vederlax i landskapet Kymmenedalen, i den södra delen av landet. Ön ligger omkring 30 kilometer öster om Kotka och omkring 140 kilometer öster om Helsingfors.
Öns area är 19,2 hektar och dess största längd är 0,8 kilometer i nord-sydlig riktning.